# Thần điêu đại hiệp (phim truyền hình 2014)
Thần điêu đại hiệp là một bộ phim truyền hình Trung Quốc dựa trên tiểu thuyết võ hiệp của Kim Dung Thần điêu đại hiệp. Phim bắt đầu khởi quay từ ngày 30 tháng 8 năm 2013 và kết thúc vào ngày 2 tháng 1 năm 2014 tại Phim trường Hoành Điếm. Bộ phim được chiếu lần đầu trên kênh truyền hình Hồ Nam từ ngày 3 tháng 12 năm 2014.

## Nội dung
Bản phim 2014 tập trung vào chuyện tình Tiểu Long Nữ - Dương Quá, các tình tiết không thay đổi so với nguyên tác mới nhất của Kim Dung, trừ chi tiết Dương Khang bị Âu Dương Phong chưởng chết (theo nguyên tác là Dương Khang trúng độc trên nhuyễn vị giác của Hoàng Dung mà chết) để mạch phim này nối tiếp mạch phim Anh hùng xạ điêu 2008. Ngoài ra còn có một số chi tiết bị cắt bỏ và một số chi tiết mới thêm vào không có trong truyện như chuyện tình của Vương Trùng Dương, Hồng Thất Công, Âu Dương Phong, Độc Cô Cầu Bại.

## Diễn viên
- Trần Hiểu vai Dương Quá / Dương Khang
  - Ngô Lỗi vai Dương Quá lúc nhỏ
- Trần Nghiên Hy vai Tiểu Long Nữ
  - Trương Tử Mộc vai Tiểu Long Nữ lúc nhỏ
- Trương Hinh Dư vai Lý Mạc Sầu
- Đổng Tuyền vai Lâm Triều Anh
- Nghiêm Khoan vai Vương Trùng Dương
- Lý Minh Thuận vai Hoàng Dược Sư
- Dương Dung vai Mai Siêu Phong
- Huỳnh Dịch vai Phùng Hằng (mẹ của Hoàng Dung)
- Triệu Hàn Anh Tử vai Trình Anh
  - Sài Úy vai Trình Anh lúc nhỏ
- Trịnh Quốc Lâm vai Quách Tĩnh
- Dương Minh Na vai Hoàng Dung
- Mao Hiểu Đồng vai Quách Phù
  - Tưởng Y Y vai Quách Phù lúc nhỏ
- Trương Tuyết Nghênh vai Quách Tương
- Khưu Tâm Chí vai Công Tôn Chỉ
- Trương Tây vai Cầu Thiên Xích
- Tiêm Nhẫn Tư vai người yêu của Công Tôn Chỉ
- Triệu Lệ Dĩnh vai Mục Niệm Từ
- Ô Tĩnh Tĩnh vai Công Tôn Lục Ngạc
- Trương Đan Phong vai Độc Cô Cầu Bại
- Tần Lam vai Hà Hương (người tình của Độc Cô Cầu Bại)
- Trần Tường vai Lục Triển Nguyên
- Đặng Sa vai Hà Nguyên Quân
- Thẩm Bảo Bình vai Khưu Xứ Cơ
- Tống Dương vai Chân Chí Bình (nguyên tác: Doãn Chí Bình)
- Vương Mậu Lôi vai Triệu Chí Kính
- Chu Tử Kiêu vai Hốt Tất Liệt
- Trương Triết Hạn vai Gia Luật Tề
- Tống Phong Nham vai Âu Dương Phong
- Trần Đình Gia vai Chị dâu của Âu Dương Phong
- Ấn Tiểu Thiên vai Hồng Thất Công
- Trần Tử Hàm vai Thu Ý Nùng (người tình Hồng Thất Công, nhân vật được thêm vào bởi Vu Chính)
- Quý Thần vai Nhất Đăng đại sư
- Trương Manh vai Anh Cô
- Huỳnh Minh vai Long Cửu
- Mã Anh Kiều vai Gia Luật Yến
- Triệu Hàn Anh Tử vai Trình Anh
- Tôn Diệu Kỳ vai Lục Vô Song
- Vương Song vai Hoàn Nhan Bình
- Lạc Văn Bác vai Sư phụ của Tiểu Long Nữ
- Quách Nhuế Khuê vai Cô ngốc
- Diêu Dịch Thần vai Trần Huyền Phong
- Hầu Kinh Kiện vai Phùng Mặc Phong
- Hắc Tử vai Kim Luân Pháp vương
- Trương Thiên Dương vai Hoắc Đô
- Lí Long vai Đạt Nhĩ Ba
- Trương Siêu vai Võ Đôn Nhu (Đại Võ)
- Hàn Đông Quân vai Võ Tu Văn (Tiểu Võ)

## Nhạc phim
| Tên bài hát                | Tác giả                         | Trình bày                                       | Thông tin thêm        |
| -------------------------- | ------------------------------- | ----------------------------------------------- | --------------------- |
| Hạo Hãn (Cuồn cuộn) - 浩瀚 | Nhạc - Đàm Toàn; Lời - Vu Chính | Trương Kiệt (张杰)                              | Ca khúc mở đầu phim   |
| Ta Và Nàng - 你我          | Nhạc - Đàm Toàn; Lời - Vu Chính | Trần Hiểu (陈晓) & Trần Nghiên Hy (陈妍希)      | Ca khúc kết thúc phim |
| Vấn Thế - 问世             | Nhạc - Đàm Toàn; Lời - Vu Chính | hai bản do Trần Tường hát và Trương Hinh Dư hát |                       |
| Mười sáu năm - 十六年      | Nhạc - Đàm Toàn; Lời - Vu Chính | Trần Hiểu và Lưu Hân                            |                       |

## Thông tin thêm
Diễn viên Trần Tử Hàm đóng vai Thu Ý Nùng (người tình Hồng Thất Công) trong phim này cũng đã từng đóng vai Quách Phù trong phim Thần điêu đại hiệp (phim truyền hình 2006). Diễn viên Hắc Tử đóng vai Kim Luân Pháp vương trong phim này trước đó cũng từng đóng vai Phùng Mặc Phong trong bộ phim nêu trên.
Diễn viên Lý Minh Thuận đóng vai Hoàng Dược Sư trong phim này cũng đã từng đóng vai Dương Quá trong phim Thần điêu đại hiệp (phim 1998).
Bộ phim còn se duyên cho những mối tình ở ngoài đời, phim giả tình thật:
- Năm 2015, Trần Hiểu hẹn hò với Trần Nghiên Hy (đóng vai Tiểu Long Nữ trong Tân thần điêu đại hiệp 2014). Tháng 10/2015, Trần Hiểu cầu hôn cô trên một con thuyền giữa dòng sông Seine ở thủ đô Paris nước Pháp với bức tượng Tiểu Long Nữ ở giữa bồn hoa hồng, kèm theo chiếc nhẫn kim cương 2 carat từ thương hiệu Cartier, giá trị 1,6 triệu NDT (5,6 tỉ đồng)[4][5][6]. Năm 2016, họ kết hôn với nhau.
- Trần Tường - Mao Hiểu Đồng
- Khưu Tâm Chí - Tiêm Nhẫn Tư